# آویدیا (هندوئیسم)
آویدیا (انگلیسی: Avidyā)، واژهٔ سانسکریت نادانی (آویدیا) در «اوپانیشادها» ندانستن آئین «آتمان» است و آن را در مقابل دانائی یا «معرفت به خود» آورده‌اند.

## اسارت آدمی
در آئین سانکیها نادانی (Avidyā) ریشهٔ جملهٔ آلام و مصائب و ناسازگاری‌های روزگار است که از زمانی بی آغاز ظاهر شده و آدمی را اسیر خود ساخته‌است.

## آتمان
مادام که آتمان در کنه خود شناخته نشود و به عین و ذهن جلوه بنماید، جهل و گمراهی (Avidyā) روی زمین سایه خواهد افکند. ولی اگر این تضاد ظاهری نابود گردد و نیروی متخیلهٔ عالم (māyā) که هستی بخش جملهٔ محدودیت‌ها و تعینات (upadhi) است از میان برداشته شود، آنگاه «آتمان» و «برهمن» یکی می‌شوند و سراب پدیده‌های جهان در طرفة العین معدوم می‌گردند.

## تعقل
رابطهٔ روح ناب با عقل، رابطه ای ظاهر و وهمی است. تعقل عقل انجام نمی‌گیرد مگر از طریق تعقلی که روح ناب بر صورت منعکس می‌کند و این اتحاد دوگانه، همزمان با ضرورتی معرفت شناختی، منبع ناآگاهی (Avidyā) است، زیرا عقل که ناشی از ماده است نمی‌تواند تعقل را انجام دهد. ناآگاهی در آیین سانکیها همچون اتصاف غیر حقیقی پوروشا به جریان تأثرات بالقوهٔ ذهنی است.

## دانش منفی
در ادبیات از واژه‌های سات (Sat - Satya) و آسات (Asat) به جای «ادهیاتمابهاوا»، و «بهوتابهاوا» به ترتیب استفاده شده‌است.
البته «وجود مطلق» (the Absolute) برتر از این دو است.
سات برهستی مثبت دلالت می‌کند. و اسات دال بر هستی منفی است،
چون ادهیاتما، مطلق تابان است، بنابراین، سات حقیقی (theReal Sat) است.
جلوهٔ هستی خلاق وجود مجزایی نیست، بلکه جلوه ای، نمودی دارد. چنین جلوه ای فقط هستی منفی (اسات) است. قلب ماهیت‌ها (transmutations) و تغییر شکل‌های (Transformations) انرژی هستی که وجوه ظاهری اسماء و صورت هستند، کل خلقت را ایجاب می‌کنند.
به اسات، اویدا (Avidya) هم گفته می‌شود که معنای لغوی آن دانش منفی است در ارتباط با دانش مثبت ذهنی برهمن، سات واژه ای است نسبی که متضمن معنای ضمنی اسات هم می‌شود.